# Literatura anglo-saxonă

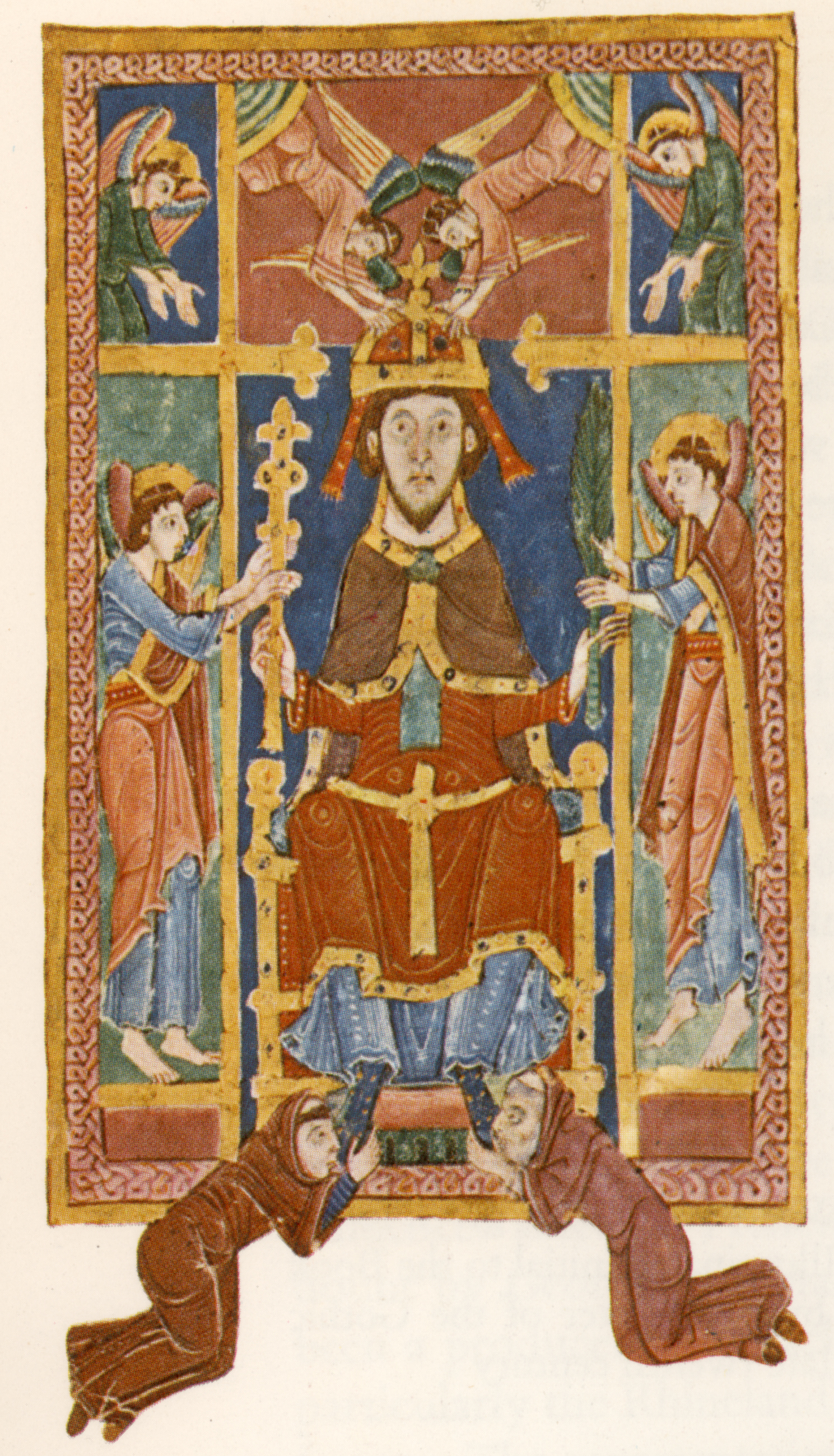
Sfântul Edmund martirul, înconjurat de îngeri, dintr-un manuscript de la Bury St Edmunds ca. 1130.

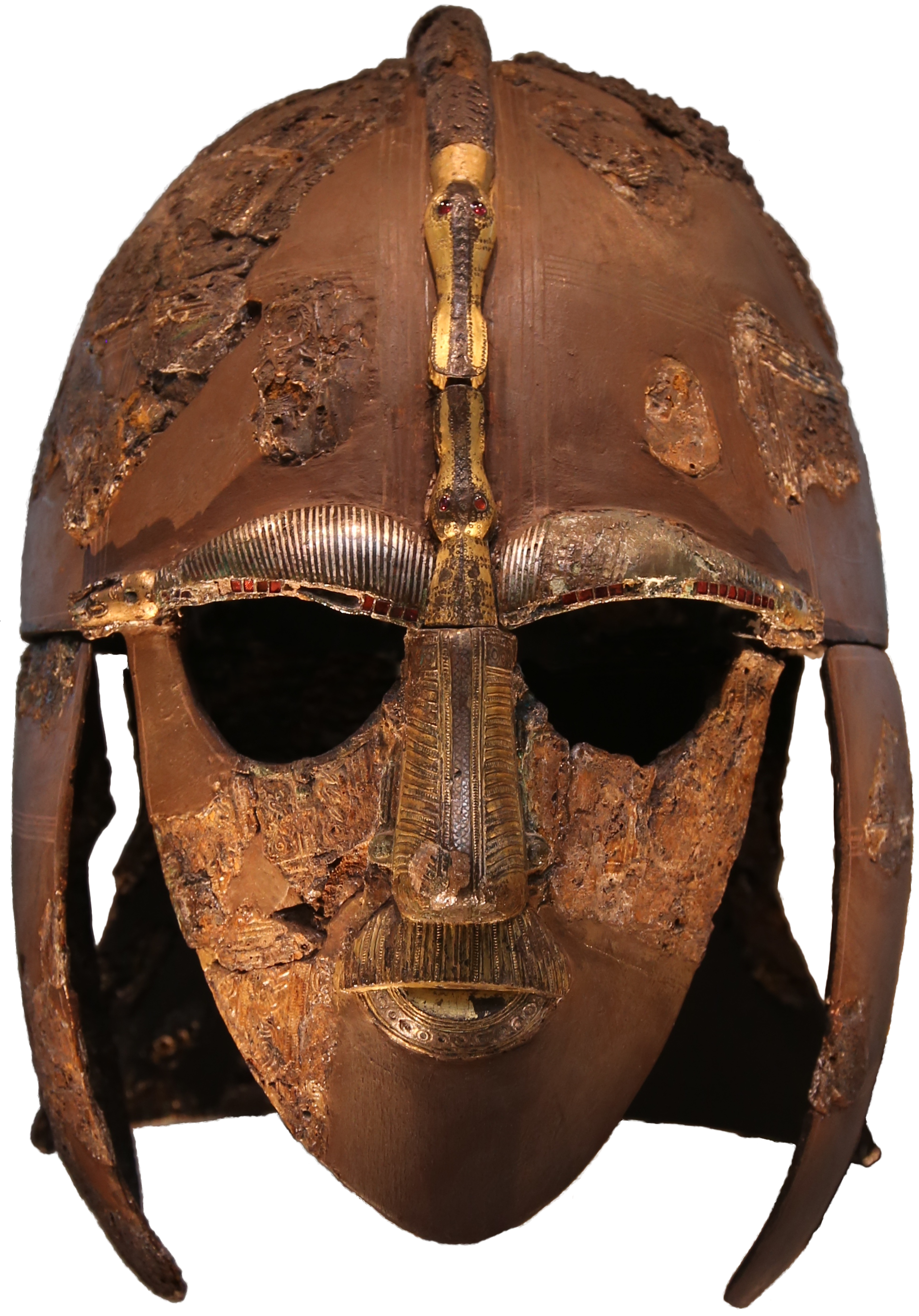
Coiful Sutton Hoo a rămas un simbol vizual al epocii anglo-saxone.

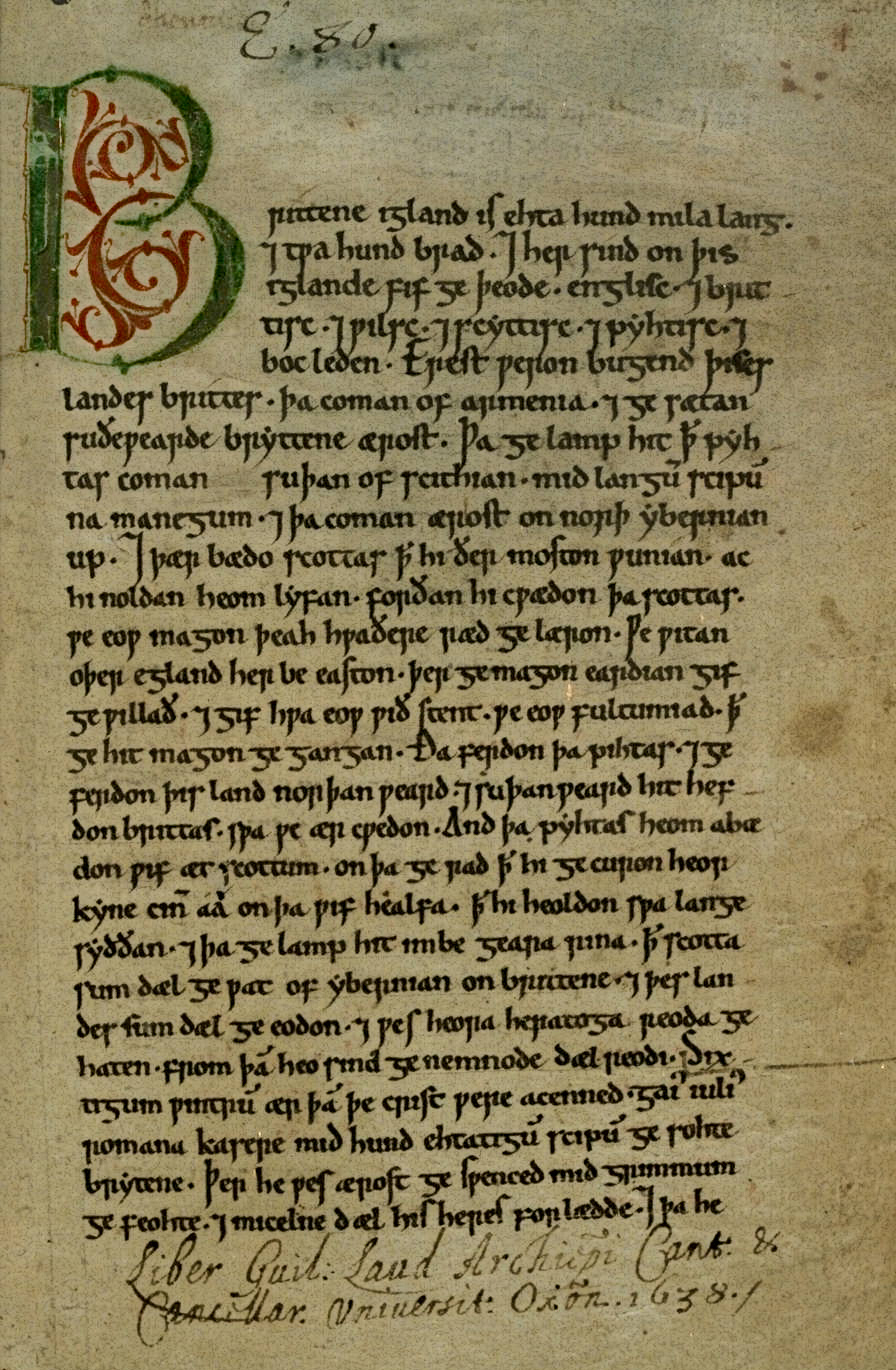
Prima pagină din Cronnica Peterborough, probabil scrisă în jur de 1150; ea este sursa cea mai importantă a Cronicii anglo-saxone.

Literatura anglo-saxonă, numită și literatura engleză veche, este literatura care a fost scrisă în limba anglo-saxonă (limba engleză veche) în perioada anglo-saxonă a Angliei, care a durat de la mijlocul secolului al V-lea până la Cucerirea normandă a Angliei în 1066. Aceste texte cuprind genuri literare ca poemul epic, hagiografii, predici, traduceri biblice, legi, cronici, cimilituri etc. În total, s-au păstrat cam 400 de manuscrise din această perioadă.
Una dintre cele mai importante lucrări din periada anglo-saxonă este poemul Beowulf, care are statutul de epos național în Anglia. Cronica anglo-saxonă este importantă ca document istoric al acelei perioade prin faptul că este ceea ce spune și titlul, anume o descriere a evenimentelor mai importante din istoria timpurie a Angliei, iar poemul Imnul lui Cædmon din secolul al VII-lea este opera literară cea mai veche scrisă în limba engleză. Din poezia anglo-saxonă, care poate fi considerată ca fiind cel mai de seamă gen din cadrul literaturii anglo-saxone, nu s-au păstrat decât vreo 30.000 de versuri.
Literatura anglo-saxonă a trecut prin diferite faze de cercetare: în secolul al XIX-lea și la începutul secolului al XX-lea centrul atenției se îndrepta spre rădăcinile germanice ale Angliei, mai târziu au fost scose în evidență calitățile literare ale lucrărilor, iar mai recent, accentul este pus pe paleografie. Cercetătorii discută teme ca datare, proveniență, autor și legătura dintre literatura anglo-saxonă și celelalte literaturi din Europa Evului Mediu.

## Privire de ansamblu
Un mare număr de manuscrise anglo-saxone sunt din secolul al VII-lea, dar majoritatea sunt din ultimii 300 de ani, din secolul al IX-lea până în secolul al XII-lea, scrise atât în limba latină cât și în limba maternă. Literatura anglo-saxonă este una din primele literaturi care a fost scrisă în limba maternă. Limba anglo-saxonă, în forma scrisă, a apărut ca o necesitate practică ca urmare a invaziilor vikingilor- autoritățile bisericești erau îngrijorate deoarece cunoașterea limbii latine era din ce în ce mai puțin știută, astfel că tot mai puțini oameni puteau să le înțeleagă scrierile. În același timp, regele Alfred cel Mare (849–899) avea o dorință clar exprimată de a reînvia cultura engleză, totodată exprimându-și dezamăgirea față de nivelul scăzut al cunoștințelor de limbă latină: Decăderea [învățământului] în Anglia era atât de evidentă încât nu existau decât câțiva pe acest mal a râului Humber care puteau ... traduce o scrisoare din latină în engleză; și cred că nu erau prea mulți nici pe partea cealaltă a râului Humber.
Regele Alfred a observat că cu toate că sunt puțini care pot citi latina, sunt mulți care pot citi anglo-saxona. A propus de aceea ca studenții să fie educați mai întâi în limba anglo-saxonă, iar cei care excelau, să fie educați apoi în limba latină. De aceea, multe din textele care s-au păstrat sunt de fapt manuale sau alte texte educaționale.

## Manuscripte păstrate
În total sunt ca. 400 de manuscripte care conțin texte anglo-saxone, 189 dintre ele fiind considerate de o valoare deosebită. Aceste manuscripte au fost considerate ca fiind extrem de valoroase de către colecționari începând din secolul al XV-lea, atât pentru valoarea lor istorică cât și pentru frumusețea estetică a literelor cu spații egale între ele și elemente decorative.
În special următoarele patru manuscripte sunt de valoare deosebită:
- Manuscriptul Junius, cunoscut mai demult ca tidligere som Manuscriptul Cædmon, este o antologie poetică ilustrată.
- Cartea Exeter, tot o antologie, găsită în Catedrala din Exeter după ce fusese donată acolo în secolul al XI-lea.
- Cartea Vercelli, o combinație de poezie și proză; nu este clar cum a ajuns la Vercelli în Italia.
- Codexul Nowell, sau Cotton Vitellius A. XV, tot o combinație de poezie și proză. Acest manuscript conține eposul Beowulf.

Cercetările din secolul al XX-lea și-au concentrat atenția asupra datării manuscriptelor, deoarece cercetătorii din secolul al XIX-lea aveau o tendință de a le data mai vechi decât a putut fi stabilit. Cercetările s-au ocupat și cu locul în care au fost scrise, ajungându-se la concluzia că existau 7 scriptorii importante: Winchester, Exeter, Worcester, Abingdon, Durham, și două case din Canterbury, Christ Church și St. Augustine.
O altă temă a cercetărilor a fost identificarea dialectelor regionale care au fost folosite; au fost 4 dialecte: cel din Northumbria, cel din Mercia, cel din Kent, și cel saxon de vest din Wessex, acesta din urmă fiind cel mai răspândit.
Nu toate textele pot fi considerate literatură; unele sunt altceva decât niște liste de nume sau exerciții de scris neterminate. Dar majoritatea sunt texte literare, menționate aici în ordine descrescătoare: predici și hagiografii, traduceri biblice, traduceri ale lucrărilor primilor Părinți ai Bisericii, cronici anglo-saxone și povestiri istorice, legi, testamente și alte texte juridice, exerciții de gramatică, medicină, geografie și nu în ultimul rând poezie.
Cu puține excepții, toți autorii sunt anonimi.

## Poezia anglo-saxonă

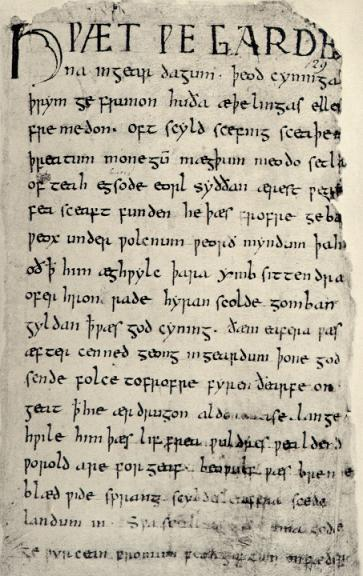
Prima pagină din Beowulf, care se găseşte în colecţiasom foreligger i den de manuscrise Codexul Nowell.

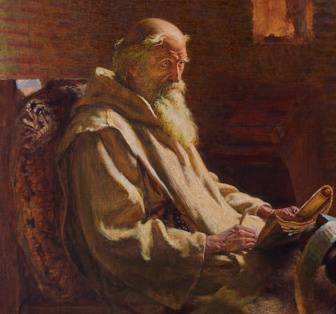
Beda, traducându-l pe Ioan, 1902, pictură de James Doyle Penrose (1862-1932).

Poezia anglo-saxonă este de două feluri: cea pre-creștină, germanică, care este eroică, și cea creștină. În principal, s-a păstrat în 4 manuscripte mai mari.
Poezia engleză nu a moștenit de la anglo-saxoni un set de reguli poetice anume sau un sistem poetic definit. Întinderea în timp a făcut ca înțelegerea poeziilor să fie dificilă, iar faptul că unele cuvinte aveau două sau chiar mai multe înțelesuri a complicat situația și mai mult. Totul ce se cunoaște despre poezia din acea perioadă se bazează pe analize moderne. Prima teorie importantă a fost creată de Eduard Sievers în (1885). Acesta a găsit cinci tipuri de aliterație. Teoria lui John C. Pope din 1942, care folosește notații muzicale pentru a analiza versurile, a găsit ecou la unii cercetători. Cam tot la zece ani a apărut o nouă teorie, care apoi a fost dezbătută pe larg. Cea mai des citată teorie este totuși teoria aliterației a lui Sievers.
În general, versurile anglos-saxone sunt împărțite în două de o pauză. Termenul pentru această pauză este cezură (caesura). Fiecare jumătate de vers are două silabe accentuate și se leagă cu ajutorul aliterației. Prima silabă accentuată din a doua jumătate de vers rimează cu una sau cu ambele silabe accentuate din prima jumătate de vers (intenția este ca silabele accentuate din prima jumătate de vers să rimeze una cu alta). A doua silabă accentuată din a doua jumătate de vers nu trebuie să rimeze nici cu prima nici cu a doua silabă accentuată din prima jumătate de vers.
fyrene fremman feond on helle.
(«a cauza chin, drac din iad.» / «to perpetrate torment, fiend of hell.»)
— Beowulf, versul 101
Poezia anglo-saxonă a fost o artă orală, iar înțelegerea noastră a sa în formă scrisă este incompletă; uneori, știm că poetul (numit de anglo-saxoni ca scop, un termen similar cu cel nordic vechi skald, scald) putea fi acompaniat de muzică de harpă, ba se poate să fi existat și metode de asultare care ne sunt necunoscute nouă.

### Poeții
Majoritatea poeților anglo-saxoni sunt anonimi, dar numele a 12 poeți este cunoscut din surse din Evul Mediu, dar doar 4 dintre aceștia sunt cunoscuți ca poeți în limba maternă: Cædmon, Beda, Alfred cel Mare și Cynewulf. Doar Cædmon, Beda și regele Alfred cel Mare au biografii.
Cædmon este cel mai cuoscut, el fiind numit „tatăl poeziei anglo-saxone”, cu toate că astăzi calitatea literară a operei sale nu este tocmai bătătoare la ochi. A locuit în mănăstirea din Whitby în Northumbria în secolul al VII-lea. Doar o singură poezie, alcătuuită din 9 versuri, numită de obicei Imnul lui Cædmon se mai păstrează. Este totodată cel mai vechi text în limba engleză (din manuscriptul St Petersburg Bede')
| Versiunea engleză nouă: | Traducerea românească: |
| Now let us praise the Guardian of the Kingdom of Heaven the might of the Creator and the thought of his mind, the work of the glorious Father, how He, the eternal Lord established the beginning of every wonder. For the sons of men, He, the Holy Creator first made heaven as a roof, then the Keeper of mankind, the eternal Lord God Almighty afterwards made the middle world the earth, for men. | ...                    |

| Versiunea engleză nouă: | Traducerea românească: |
| Now let us praise the Guardian of the Kingdom of Heaven the might of the Creator and the thought of his mind, the work of the glorious Father, how He, the eternal Lord established the beginning of every wonder. For the sons of men, He, the Holy Creator first made heaven as a roof, then the Keeper of mankind, the eternal Lord God Almighty afterwards made the middle world the earth, for men. | ...                    |

Aldhelm, episcop de Sherborne (d. 709) este cunoscut datorită lui William de Malmesbury (d. ca. 1143), care a scris că Aldhelm recita poezii laice în limba maternă acompaniat de harpă. O bună parte a prozei lui în limba latină s-a păstrat, dar nu este cunoscut dacă scrie poezii proprii sau doar recita poezii scrise de alții, deoarece nimic scris de el în limba anglo-saxxonă nu s-a păstrat.
Cynewulf este un nume despre care înainte vreme se știa foarte puțin, dar cercetări mai recente au sugerat că a trăit în prima parte a secolului al IX-lea. O serie de poezii îi sunt atribuite, printre ele fiind „Faptele apostolilor” și „Elene” (ambele din „Cartea Vercelli”), și „Iisus II” și „Juliana” (ambele din „Cartea Exeter”).

### Poemele eroice

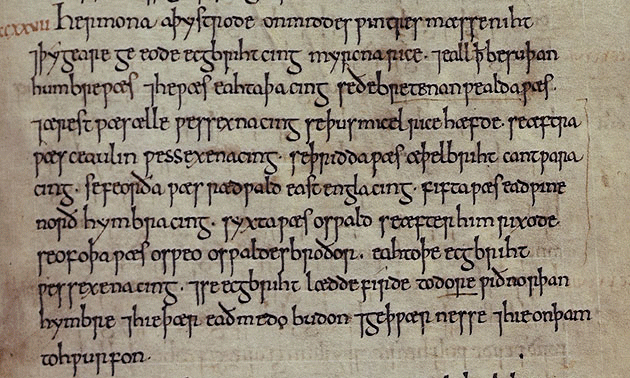
Un citat din textul C din Cronica anglo-saxonă.

Poemele anglo-saxone cărora li s-a dat cea mai multă atenție sunt despre trecutul germanico-eroic. Cel mai lung, 3.182 de versuri, și cel mai valoroas este Beowulf, care se găsește în „Codexul Nowell” (distrus).
Poemul relatează istoria eroului legendar Beowulf din Gotlanda. Acțiunea are loc în Scandinavia (Suedia și Danemarca), astfel având origini scandinave. Povestirea este biografică și a dat tonul poemelor anglo-saxone ce vor urma. Are statut de epos național în Anglia, în același fel în care Iliada îl are în Grecia. Opera este de deosebit interes pentru istorici, antropologi, cercetători literari etc.
În afară de Beowulf există și alte poeme eroice. Două dintre ele s-au păstrat în fragmente: Lupta de la Finnesburgh, o repovestire a unei bătălii din Beowulf, și Waldere, o descriere a vieții lui Walter de Aquitaine. Două alte poeme au ca eroi personaje istorice: Widsith se crede că este o lucrare foarte veche, ea fiind datată odată cu întâmplările din secolul al IV-lea despre Ermanaric și ostrogoți. Conține o listă cu nume și locuri legate de fapte vitejești. Poemul Deor este liric, scris în același stil cu De Consolatione Philosophie a lui Boethius, folosește exemple de eroi bine-cunoscuți, printre care Ermanaric și Weland (Volund).
Cronica anglo-saxonă conține diferite poeme eroice. Cel mai vechi este din 937 și se numește Bătălia de la Brunanburh care sărbătorește victoria lui Adalstein al Angliei asupra unei oști mixte de scoțieni și scandinavi. Conține și 5 poeme mai scurte: Cucerirea celor cinci cetăți din Dena lagu (942); Cronica regelui Edgar al Angliei (973); Moartea prințului Alfred (1036) și Moartea lui Eduard Confersorul (1065).
Poemul de 325 de versuri Bătălia de la Maldon sărbătorește earl-ulu Byrhtnoth și oamenii lui care au pierit în lupta împotriva vikingilor în 991. Este considerat unul dintre cele mai frumoase, dar atât începutul cât și sfârșitul s-au pierdut, iar singurul manuscript a fost distrus parțial de un incendiu din 1731 (există însă o copie integrală). Tema principală a poemului este loialitatea ostașului față de domn și conducător, ceea ce este și una dintre temele centrale ale poeziei anglo-saxone. O cuvântare caracteristică și binecunoscută este cea ținută de Byrhtwold către sfârșitul poemului.
| Versiunea engleză nouă: | Traducerea românească: |
| «Thought shall be the harder, the heart the keener, courage the greater, as our strength lessens. Here lies our leader all cut down, the valiant man in the dust; always may he mourn who now thinks to turn away from this warplay. I am old, I will not go away, but I plan to lie down by the side of my lord, by the man so dearly loved.» | '                      |

Poemele eroice s-au transmis pe cale orală din generație în generație. Odată ce creștinismul a fost introdus, povestitorii au început să introducă motive creștine în povestirile vechi eroice.

### Poezia elegiacă

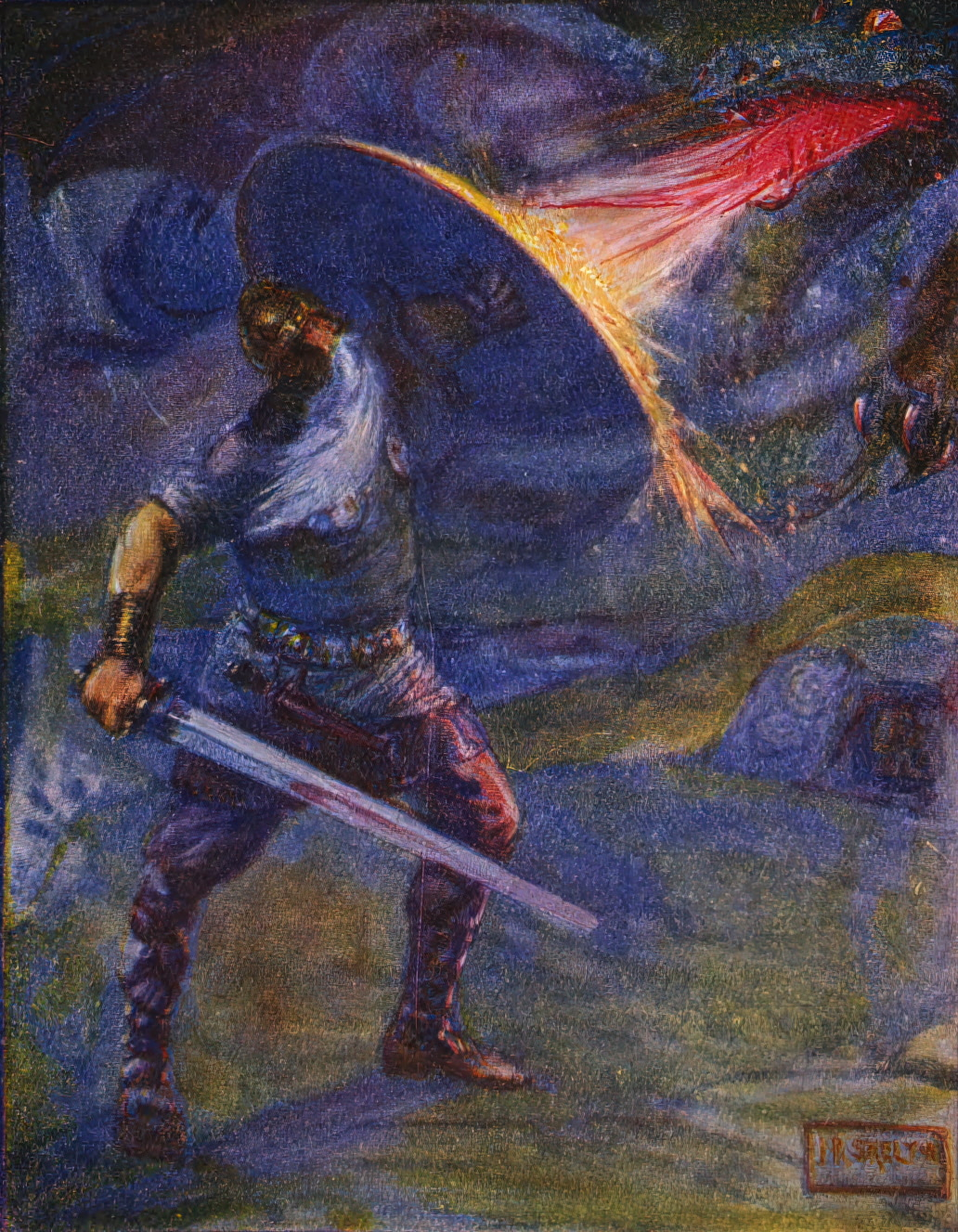
„Beowulf şi dragonul, din cartea Stories of Beowulf de J. R. Skelton, 1908.

Legate de povestirile eroice sunt o serie de poezii mai scurte din „Cartea Exeter”, care au fost descrise ca elegii 
sau wisdom poems („învățături poetice”).
Ele sunt lirice și la fel ca și poezia lui Boethius, descriu destinul vieții. Poezia Ruina este sumbră și deprimantă, ea descriind impresille decăderii unui oraș de altădată din Britania romană (după ce romanii s-au retras din Britania în secolul al V-lea, orașele construite de ei au decăzut, englezii continuându-și viața la țară). Poezia The Wanderer („Călătorul”) este relatarea unui bătrân a unui atac care a avut loc în tinerețea sa, în care au fost uciși prietenii și familia sa. Se îndoiește dacă decizia de a intra în luptă împotriva unui inamic cu mult mai puternic a fost una înțeleaptă. Acest poet nu găsește onoare în vitejie de dragul vitejiei. The Seafarer („Marinarul”) este povestea unei despărțiri melancolice de cei de acasă pe mare, acolo unde singura speranță de reîntâlnire este raiul ceresc. Alte poezii de acest fel includ Wulf și Eadwacer, The Wife's Lament („Elegia nevestei”), The Husband's Message („Mesajul soțului”). Regele Alfred a scris o învățătură poetică despre domnia sa, bazată în larg pe filosofia neoplatonică a lui Boethius (pe care Alfred o numea The Lays of Boethius- „Elegiile lui Boethius”). Toate titlurile de mai sus sunt de o dată mai recentă, deoarece poeții anglo-saxoni nu foloseau titluri.

### Poezie clasică și cea latină

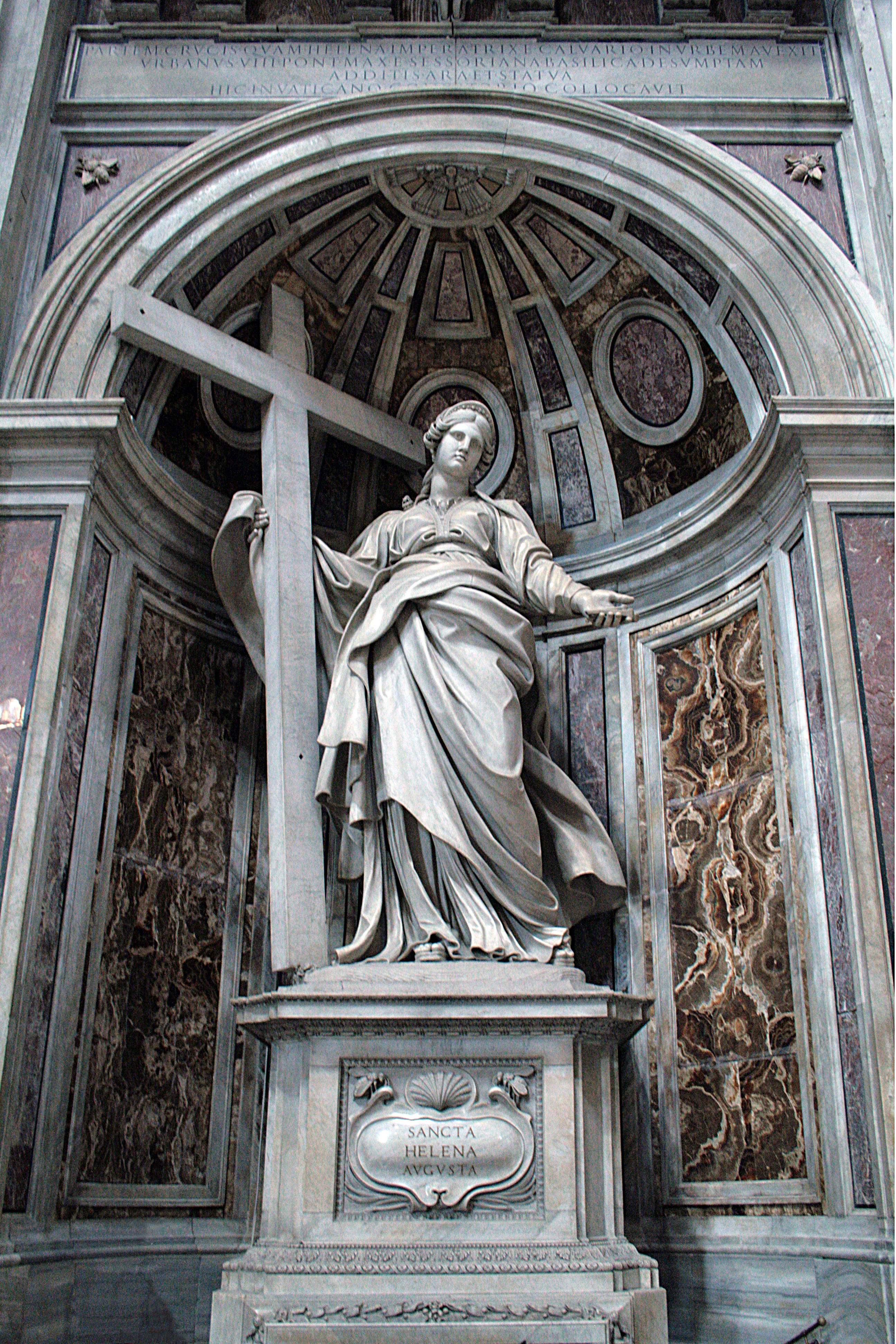
Sfânta Elena, aici din Biserica Sf. Petru din Vatican.

Multe poezii anglo-saxone sunt reproduceri a unor texte filosofice ale clasicismului târziu. Cea mai lungă este o traducere a lucrării lui Boethius De Consolatione Philosophie, care s-a păstrat în „Biblioteca Cotton”. O alta este The Phoenix („Fenixul”) din „Cartea Exeter”, o alegorie a lucrării lui Lactantius De ave phoenice.
Alte poezii mai scurte sunt prelungiri ale tradiției latine de bestiare. Unele exemple sunt The Panther („Pantera”) The Whale („Balena”) și The Partridge („Potârnichea”).

### Poezia creștină
Viața sfinților
Cartea Vercelli și Cartea Exeter conțin poezii despre viața sfinților, hagiografii. În Cartea Vercelli se găsesc poeziile Andreas și Elene, iar în „Cartea Exeter” poeziile Guthlac și Juliana.
Andreas are 1722 de versuri, ea fiind cea mai lungă și cea care stă, în ceea ce privește tonul și stilul, cel mai aproape de Beowulf dintre poeziile anglo-saxone păstrate. Este povestea apostolului Andrei și călătoria lui de a-l salva pe apostolul Matei. Elene este povestea Sfintei Elena, mama împăratului Constantin cel Mare, și descoperirea ei a „Crucii adevărului”. Cultul „Crucii adevărului” era popular în Anglia anglo-saxonă, această poezie fiind unul din motive.
Guthlac erau de fapt două poezii despre Sfântul Guthlac, un sfânt englez din secolul al VII-lea, iar Juliana este povestea martirei virgine Juliana de Nicomedia.
Parafrazări biblice
„Manuscriptul Junius” cuprinde tre parafrazări din Vechiul Testament. Acestea erau rescrieri ale unor paragrafe biblice în limba engleză veche, nu neapărat o traducere, ci parafrazări, uneori în formă de poezie care avea valoare de sine stătătoare. Prima și cea mai lungă este Geneza din Prima carte a lui Moise, a doua este Exodul din A doua carte a lui Moise, iar a treia este Daniel din Cartea lui Daniel.
„Codexul Nowell” cuprinde o parafrazare biblică care vine imediat după Beowulf, ea numindu-se Judit. Este o repovestire a Cărții lui Judit. Nu trebuie confundată cu omilia Judit a lui Ælfric de Eynsham, care repovestește aceeași poveste biblică în proză aliterativă.
Cartea Psalmilor 51-150 s-a păstrat, ea urmând după o versiune în proză a primelor 50 de psalmi. Se crede că a existat un set complet de Psalmi ai lui David, dar numai primii 150 s-au păstrat.
Există o serie de traduceri în versuri ale Gloria in Excelsis Deo, Tatăl Nostru, Crezul Apostolic, plus un număr de imnuri și proverbe.
Poezie creștină

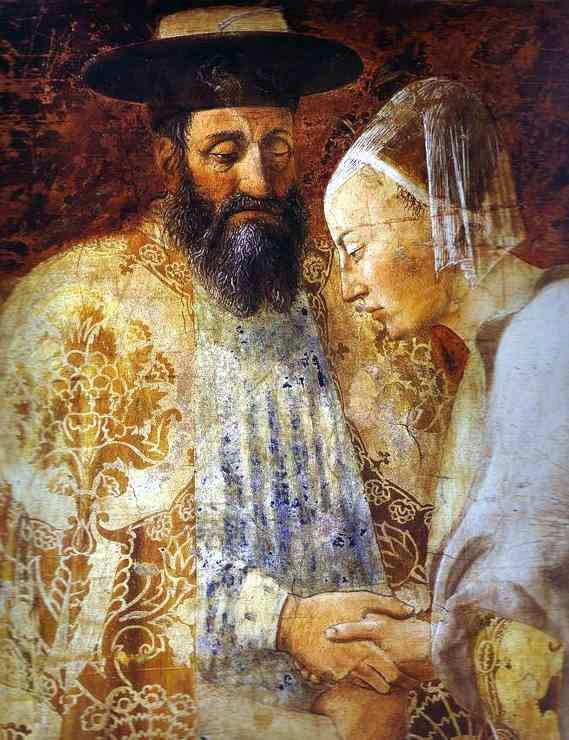
Povestiri din Biblie au fost traduse şi recreate. Regele Solomon, aici într-o pictură din Renaştere a lui Piero della Francesca, întâlnirea dintre regele Solomon și regina din Saba, 1492.

În afară de parafrazările biblice există o serie de poezii religioase originale, în prinncipal lirice.
„Cartea Exeter” cuprinde un număr de poezii intitulate Iisus, împărțite în Iisus I, Iisus II și Iisus III.
Considerată ca fiind una dintre cele mai frumoase poezii anglo-saxone este poezia Dream of the Rood („Visul despre crucea lui Iisus”), din „Cartea Vercelli”. Este o viziune de vis a lui Iisus pe cruce, unde crucea este personificată, ea putând astfel să vorbească. Visătorul se hotărăște să creadă crucea, visul terminându-se du o viziune a raiului.
S-au păstrat și o serie de poezii-discuții. Cea mai lungă este Iisus și Satana din „Manuscriptul Junius”, care are ca temă conflictul dintre Iisus și Satana timp de 40 de zile în deșert. O altă poezie de acest fel este „Solomon și Saturn”, păstrată în mai multe fragmente de text. Saturn este portretizat ca un magigian care discută cu înțeleptul rege Solomon.

### Alte tipuri de poezie
Alte tipuri de poezie anglo-saxonă sunt ghicitori, versuri scurte, maxime, și poezii mnemonice pentru memorarea listelor lungi de nume.
„Cartea Exeter” are o colecție de 95 de ghicitori. Răspunsul nu este dat, unele dintre ele sunt cunoscute și sunt folosite și în ziua de astăzi, dar unele au răspuns necunoscut.
Există și versuri scurte scrise pe marginea manuscriptelor, care dau sfaturi practice. De exemplu, sfaturi ca să nu-ți moară animalele, ce trebuie făcut dacă nașterea este întârziată, apicultură etc. Cel mai lung este cunoscut sub numele de Nine Herbs Charm („Efectul miraculos al 9 plante medicinale”). și este probabil de origine pre-creștină.
S-au păstrat și o serie de poezii mnemonice compuse pentru învâțatul pe dinafară a unor liste cu nume și pentru ținutul obiectelor într-o anumită ordine. Aceste poezii se numesc Menologium, The Fates of the Apostles („Destinul apostolilor”), The Rune Poem („Poemul runelor”), The Seasons for Fasting („Anotimpurile postului”), și Instructions for Christians („Sfaturi pentru creștini”).

## Caracteristici ale poeziei anglo-saxone

### Metafore, sinonime, alegorii

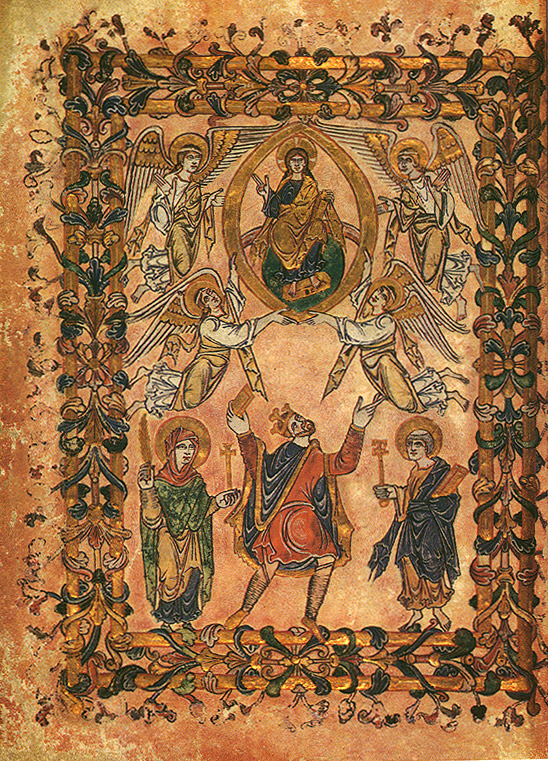
Miniatură din New Minster Charter, 966, care îl arată pe regele Edgar flancat de av Fecioara Maria og Sfântul Petru care-i prezintă o scrisoare lui («charter») Iisus.

Poezia anglo-saxonă se caracterizează prin folosirea neortodoxă a metaforelor și a sinonimelor, lucru care se datorează structurii sale și folosirea deasă a imaginilor. Folosirea marelui număr de sinonime își are originea în cerințele la care aliterația îl supunea pe poet, dar uneori erau folosite din motive pure de varietate.
Poezia anglo-saxonă are un stil dramatic cu descrierea rapidă a acțiunii, în acest sens fiind diferită de poezia irlandeză celtică a aceleiași perioade, care este caracterizată de un stil mai lent, decorativ.
În versul 99 al poeziei The Wanderer („Călătorul”), o scenă a unei bătălii este descrisă ca fiind o furtună de sulițe, ceea ce este un bun exemplu pentru dependența poeților anglo-saxoni de metafore, dar totodată ne arată cum priveau ei războiul: ca ceva haotic, brutal și poate chiar ca o funcție a naturii. Aceste elemente stilistice și tematice nu trebuiesc trecute cu vederea când se analizează poezia anglo-saxonă.

### Digresiuni și cuvinte poetice proprii
Digresiunea are astăzi o imagine negativă, dar când povestitorul lui Beowulf părăsește firul principal al povestirii, o face ca să ne clarifice personajele, acțiunile lor și lumea ăn care poetul se află. Există două tipuri de digresiuni: povestirea-în-povestire și povestirea care este mai întâi povestită pe scurt de către un personaj într-un ton peiorativ, pentru ca apoi să fie descrisă din nou de alt personaj, mai pe larg și cu mai mult respect.
Poezia anglo-saxonă folosește mult cuvinte arhaice, ele fiind folosite doar în poezii, în viața cotidiană existând alte cuvinte pentru aceeași idee. Aceste poetisme puteau fi cuvinte individuale, combinații de cuvinte sau construcții mai lungi. În literatura nordică veche această figură de stil se numea heiti..

### Rima internă anglo-saxonă
Cu câteva excepții, poezia anglo-saxonă are doar rimă internă, fiind construită pe patru silabe accentuate (vârfuri) care alternează cu un număr nedefinit de silabe neaccentuate (depresiuni), legate unele de altele de litere care seamănă unele cu altele. Toate vocalele rimează cu tot restul, dar consoanele rimează doar cu celelelte consoane. Acest lucru este neobișnuit pentru urechile noastre moderne, pentru poezia pe care o cunoaștem acum, ea fiind deseori caracterizată de rimă și de un număr constant de silabe neaccentuate.
În poezia anglo-saxonă, deseori consoana inițială este repetată în interiorul versului. De exemplu, în versul din Beowulf «weras on wil-siþ wudu bundenne» , «man on desired journey bound the ship», majoritatea cuvintelor rimează cu consoana «w». În acest vers aliterația este atțt de impotantă încât poetul probabil a început cu combinația de cuvinte «wil-siþ» («desired journey») ca idee principală a versului, face apoi să rimeze cuvintele care urmează cu acestea, lăsând aliterația să formeze propoziția.

### Poezia orală pe bază de formulă
Poezia anglo-saxonă a fost studiată în amănunt pentru a susține teoria că era recitată conform unei scheme orale pe baza unei formule (oral-formulaic în engleză). Motivul este că multe expresii și fraze pot fi găsite în mai multe poezii. De exemplu, nu mai puțin de 11 din cele 18 semi-versuri din Imnul lui Cædmon își au paralele în alte poezii.. Exemple similare au fost găsite și în Beowulf și în alte poezii.
Milman Parry este exponentul acestei teorii, pe care a formulat-o când studia poezia lui Homer, el fiind mai apoi susținut de către Albert Bates Lord, care studia poezia slavică de sud. Conform lor, poezia epică clasică a fost creată printr-un proces oral conform unei formule, unde scalzii creau direct, fără vre-un text prestabilit. Fiecare recitare recrea poezia, cam ca un concert de jazz impresionist în zilele noastre, dar această recreere era bazată pe o gamă largă de formule. În contradicție cu această teorie este mărturia lui Bede, cum că Cædmon și-ar fi creat versurile singur, și că el însuși (Beda) punea accent pe poezie ca o inovație. Teoria nu poate fi verificată cu exactitate deoarece doar versiunea scrisă a poeziilor este păstrată, nu tradiția orală. Criticii acestei teorii spun că poeziile au fost create parțial conform unui proces modern „cuvânt-cu-cuvânt”, iar parțial conform unei combinații de teme și formule..

## Proza anglo-saxonă
Cantitatea de proză anglo-saxonă este cu mult mai vastă decât cea de poezie. Majoritatea textelor sunt predici sau traduceri din latină a operelor religioase. Din ceea ce este cunoscut, proza engleză veche a apărut de abia în secolul al IX-lea și a continuat până în secolul al XII-lea.

### Proza creștină
Cel mai cunoscut autor anglo-saxon a fost regele Alfred, care a tradus multe cărți din latină în engleza veche. Printre ele pot fi numite Liber Regulae Pastoralis a papei Grigore cel Mare, care este un manual pentru preoți referitor la cum să-și îndeplinească obligațiile; Consolatio Philosophiae a lui Boethius; și Soliloquies a lui Augustin de Hipona. Alfred a tradus de asemenea 50 de psalmi din „Cartea Psalmilor”.
Alte traduceri importante anglo-saxone au fost făcute de către asociați ai regelui Alfred, care au tradus printre altele De civitate Dei a lui Augustin, Dialogurile lui Grigore cel Mare, și Historia ecclesiastica gentis Anglorum a lui Beda Venerabilul. Dar poate cea mai importantă lucrare tradusă este Istoria lumii a lui Orosius, mai ales datorită faptului că este dezvoltată cu contribuții originale, printre altele povestea norvegianului Ottar din Hålogaland, care este printre primii care descrie Norvegia ca națiune.
Ælfric de Eynsham, care a scris pe la sfârșitul secolului al X-lea și începutul secolului al XI-lea, a fost cel mai prolific autor anglo-saxon de predici, care au fost copiate și folosite mult timp după el. A scris și o serie de hagiografii, o lucrare despre calcularea timpului, scrisori pastorale, a tradus primele șase cărți din Biblie, dicționare, alte traduceri din Biblie (printre care Proverbele lui Solomon), Cartea înțelepciunii, și din Ecclesiasticus („Testamentul vechi”).
În aceeași categorie cu Ælfric a fost Wulfstan, arhiepiscop de York. Predicile lui erau foarte stilistice, el scriindu-le într-o formă ritmică cu folosirea aliterației. Predicile erau scrise în limba engleză veche, în ciuda faptului că sunt cunoscute sub nume latine, de exemplu Sermo Lupi ad Anglos, unde dă vina pentru invazia vikingilor pe păcatele englezilor. A scris o serie de texte juridice bisericești, de exemplu Institutes of Polity și Canons of Edgar.
Unul dintre cele mai vechi texte este Martyrology- informații despre sfinți și martiri conform aniversării lor în calendarul bisericesc. S-au păstrat 6 fragmente. Se crede că a fost scris în secolul al IX-lea de către un autor din Mercia, regiunea Midlands.
Cea mai veche colecție de predici este Omiliile Blickling, din „Cartea Vercelli”, care au fost datate în secolul al X-lea.
În afară de hagiografiile scrise de Ælfric, mai există unele despre sfântul Guthlac în „Cartea Vercelli”, despre viața Margaretei de Antioka, și despre viața Sfântului Chad de Mercia. În manuscriptul sunt 4 biografii: Cei șapte tineri din Efes, Sfânta Maria din Egipt, Sfântul Eustaciu și Sfântul Eufrosin.
Există multe traduceri anglo-saxone din Biblie. Ælfric a tradus primele 6 cărți din Biblie (Hexateuch). Există și o traducere a Evangheliilor, dar cea mai populară a fost traducerile Evanghelia lui Nicodim (sau „Acta Pilati”). Altele au fost Evangelium pseudo-Matthaei, Viziunile Apostolului Paul, Vindicta salvatoris și Viziunile Apostolului Toma..
O mare parte din textele anglo-saxone sunt texte juridice bisericești, care s-au păstrat în mănăstiri. Ele includ însemnări ale donațiilor nobililor, testamente, documente de emancipare, liste de cărți, liste de relicvii, probleme legate de curtea regală și legi pentru bresle. Toate aceste texte ne dau o imagine a istorie sociale a epocii anglo-saxone, dar au și valoare literară. De exemplu, unele descrieri ale problemelor de la curtea regală sunt interesante prin mosul în care este folosită retorica.

### Proza laică

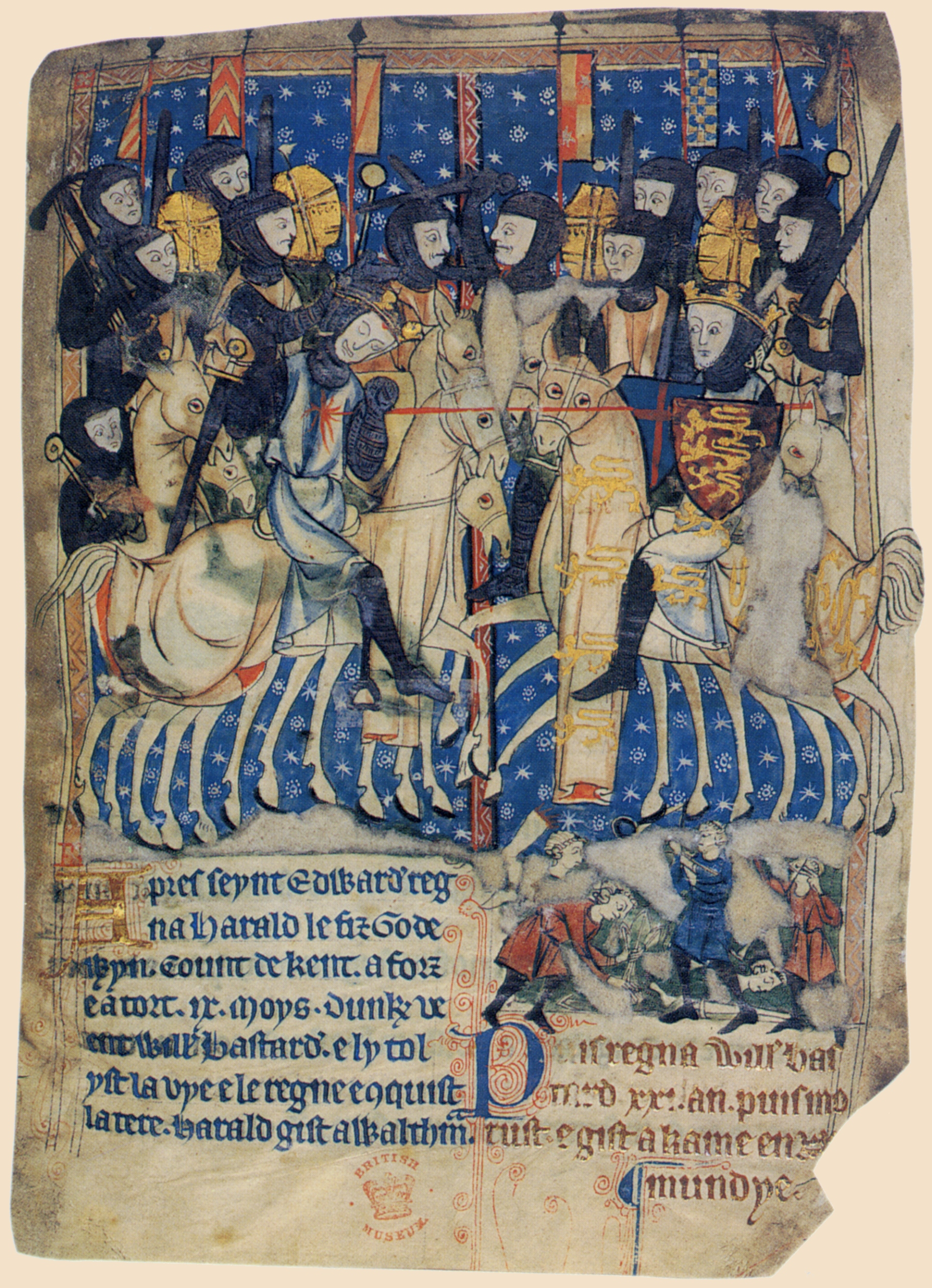
Contele Vilhelm al Normandiei îl înjunghie pe Regele Harold Godwinson, ultimul rege anglo-saxon, la Bătălia de la Hastings în 1066.

„Cronica anglo-saxonă” a fost probabil începută în timpul domniei regelui Alfred continuând timp de 300 de ani ca un almanah istoric anglo-saxon.
S-a păstrat un singur exemplu de roman cavaleres clasic, el fiind povestirea despre Apollonius din Tyr, care nu trebuie confundat cu filosoful stoic omonim. Lucrarea a fost probabil tradusă în secolul al XII-lea dintr-un text grecesc care s-a pierdut.
Un călugăr care a scris pe vremea lui Ælfric și Wulfstan a fost Byrhtferth de Ramsey. A scris cărțile intitulate Enchiridion și Handboc, scrise atât în latină cât și în anglo-saxonă, ele fiind studii de matematică și retorică.
Ælfric a scris și el două lucrări științifice, Hexameron și Interrogationes Sigewulfi, care au ca temă „Facerea lumii”. A scis și o gramatică și un glosar anglo-saxon-latin, folosit ulterior de studenți la învâțarea francezei vechi, deoarece avea și o listă de cuvinte în franceza veche.
Există și o serie de texte care sunt reguli sau calcule pentru stabilirea festivalelor religioase, sau tabele pentru calculul mareelor sau al fazelor lunii.
În „Codexul Nowell” se găsește textul The Wonders of the East, care conține o hartă a lumii și alte ilustrații. În același manuscript se găsește și Scrisoarea lui Alexandru către Aristotel. Deoarece acesta este același manuscript care conține și Beowulf, unii cercetători cred că ar putea fi o colecție de descrieri de locuri și ființe exotice.
Ca texte medicale pot fi numite Herbarium de Lucius Apuleius Platonicus, cu ilustrații, găsit împreună cu Medicina de Quadrupedibus. O altă colecție de texte este Bald's Leech book dein secolul al X-lea, care descrie plante, plante medicinale și unele tratamente chirurgicale. O a treia colecție este Lacnunga cu descrieri de protecție magică, invocații și magie albă.
Texele juridice constituie o mare și importantă parte a manuscriptelor. În secolul al XII-lea ele au fost adunate în două colecții, Textus Roffensis. Ele includ legile regale, începând cu cele ale lui Aethelbert de Kent și texte care au ca temă diferite lucruri sau locuri din țară. Un exemplu interesant este Gerefa, care descrie obligațiile principale ale unui angajat (așa-numit „reeve”) a unei moșii mai mari. Există și un volum mare de documente juridice legate de mănăstiri.

## Istoria cercetării și a asimilării

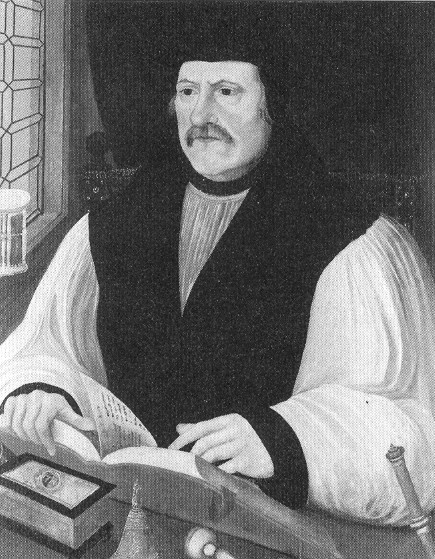
Arhiepiscopul Matthew Parker (1504-1575) a colecționat manuscripte anglo-saxione de la mănăstirile părăsite după Reformare.

Literatura anglo-saxonă nu a dispărut odată cu invazia și cucerirea normandică din 1066. Multe predici și opere au fost citite și folosite până prin secolul al XIV-lea, ele continuând să fie catalogizate și organizate. În timpul reformării din Anglia, când s-au răspândit bibliotecile mănăstirești, manuscriptele au fost adunate de învâțați și cercetători. Printre ei au fost Laurence Nowell, Matthew Parker, Robert Bruce Cotton și Humfrey Wanley, de la care se trag numele unor manuscripte. În secolul al XVII-lea a început o tradiție de a compila dicționare literare și referințe despre literatura anglo-saxonă. Primul care a făcut acest lucru a fost William Somner, care a scris Dictionarium Saxonico-Latino-Anglicum (1659). Lexigograful Joseph Bosworth a început să lucreze la un dicționar care a fost terminat de către Thomas Northcote Toller în 1898 sub titlul An Anglo-Saxon Dictionary.
Deoarece engleza veche a fost una din primele limbi materne care au fost folosite în scris, cercetătorii secolului al XIX-lea au căutat să găsească o cultură națională (naționalism romantic) și s-au interesat cu preponderență de literatura anglo-saxonă. Engleza veche a devenit astfel un obiect de studiu la universități. După cel de al Doilea Război Mondial manuscriptele în sine au atras atenția cercetătorilor. În anul 1957 Neil Ker, un paleograf, a publicat o carte de căpătâi în acest domeniu numită Catalogue of Manuscripts Containing Anglo-Saxon, iar până prin 1980 toate manuscriptele anglo-saxone fuseseră publicate în engleza nouă. Datorită prelegerilor sale din 1936, J.R.R. Tolkien, cunoscut ca scriitor de literatură fantastică, este creditat cu crearea unei mișcări de a privi engleza veche ca temă a teoriei literare. Aceste prelegeri au fost publicate de fiul scriitorului în 1983 sub titlul Beowulf: The Monsters and the Critics.
Literatura anglo-saxonă a influențat literatura modernă. Unele dintre cel mai cunoscute traduceri includ traducerea operei Beowulf de către William Morris și traducerea „Marinarului” de către Ezra Pound.
Influențe asupra poeziei pot fi găsite la T. S. Eliot, Ezra Pound și W. H. Auden. Tematica și terminologia poeziei eroice anglo-saxone poate fi regăsită în lucrări precum Hobbitul și Stăpânul Inelelor.